# Derchigny
Derchigny ist eine Commune déléguée in der französischen Gemeinde Petit-Caux mit 590 Einwohnern (Stand 1. Januar 2022) im Département Seine-Maritime in der Region Normandie.
Die Gemeinde Derchigny wurde am 1. Januar 2016 mit siebzehn weiteren Gemeinden zur Commune nouvelle Petit-Caux zusammengeschlossen. Sie hat seither den Status einer Commune déléguée. Die Gemeinde Derchigny gehörte zum Arrondissement Dieppe und zum Kanton Dieppe-2.

## Bevölkerungsentwicklung
| Jahr      | 1962 | 1968 | 1975 | 1982 | 1990 | 1999 | 2008 |
| Einwohner | 282  | 291  | 314  | 379  | 384  | 416  | 538  |